# Anthrax
Gli Anthrax sono un gruppo musicale speed/thrash metal statunitense, fondato a New York nel 1981 dal chitarrista Scott Ian e dal bassista Dan Lilker.
Sono noti come i capofila del loro genere e grazie al successo dei loro primi lavori, sono considerati uno dei gruppi "big four" del thrash metal, accanto a Metallica, Slayer e Megadeth.
Dopo aver fortemente influenzato il thrash metal con i loro primi tre lavori, con il passare degli anni hanno tentato di modificare il loro stile musicale, a partire dalla pubblicazione del singolo I'm the Man, inglobando anche elementi rap nel tentativo di stare al passo con i tempi. Il gruppo è anche considerato uno dei primi ad aver lanciato il genere rap metal. A causa del flop commerciale di Stomp 442 e Volume 8: The Threat Is Real, la band fu molto vicina allo scioglimento.
Con la pubblicazione dell'album We've Come for You All, gli Anthrax ritornarono alle sonorità groove/thrash metal. Nel 2011 è stato pubblicato Worship Music, che ha visto il ritorno di Joey Belladonna alla voce.

## Storia del gruppo

### Gli inizi (1981-1983)

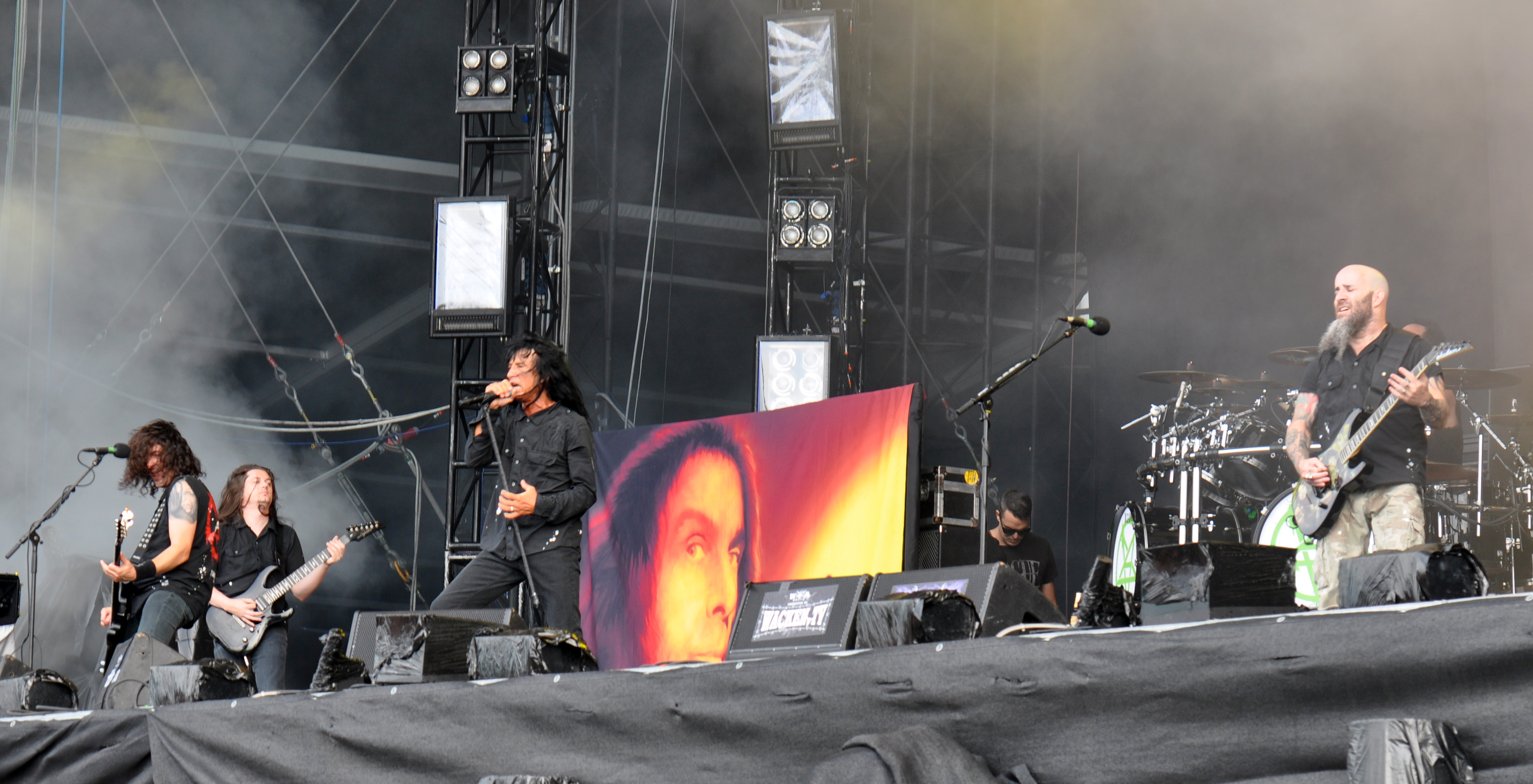
Gli Anthrax al Wacken Open Air 2013

La band fu fondata a metà del 1981 da due compagni di classe, i chitarristi Scott Ian e Dan Lilker. Scelsero il nome della band prendendolo da un libro di testo di biologia e sostenendo che il nome era appropriato per la loro band. Ai due si aggiunse presto il cantante John Connelly. La formazione del gruppo fu completata con l'arrivo del batterista Dave Weiss e del bassista Kenny Kushner. Connelly abbandonò la band poco dopo, non interessato alla proposta musicale di essa. Militerà in svariati gruppi fino a fondare i Nuclear Assault con Lilker nel 1984. Kushner non ritenuto sufficiente per le esigenze del gruppo fu ben presto sostituito da Paul Kahn, ma anche Kahn non funzionò per la band, così Lilker decise di suonare lui stesso il basso e di assoldare come chitarrista Greg Walls. Come sostituto di Connelly fu scelto Dirk Kennedy, proveniente da una band locale, che abbandonò però il gruppo poco tempo dopo. Al suo posto subentrò Jason Rosenfeld, fratello di Scott Ian, allora quattordicenne. La prima formazione fu completata dall'arrivo del batterista Greg D'Angelo, che sostituì Weiss.
Alla fine di agosto del 1982 Jason fu sostituito da Neil Turbin, cantante di matrice heavy metal classico, con una voce potente e stridula, membro della band AMRA. In questo periodo la band eseguì numerose esibizioni live a New York e nel New Jersey. Nel luglio 1982 la band incise il suo primo demo in pieno stile NWOBHM.
Greg Walls lasciò il gruppo nell'estate del 1983, e Bob Berry lo sostituì temporaneamente. Nello stesso periodo D'Angelo fu sostituito dal giovane Charlie Benante, molto abile e veloce nell'uso del doppio pedale.
Berry abbandonò il gruppo dopo poco, e la band lo rimpiazzò con Dan Spitz, che allora suonava nella band thrash metal Overkill. Con Spitz, nel mese di settembre, fu registrato un secondo demo che conteneva all'interno Soldiers of Metal e Howling Furies tratto dal precedente demo.
Dopo questo loro secondo lavoro la band viene notata dalla Megaforce Records, storica etichetta underground americana, che li mette sotto contratto. Poco dopo la firma, alla fine del 1983, gli Anthrax iniziarono a registrare il loro album di debutto, Fistful of Metal.

### Primi successi (1984-1990)

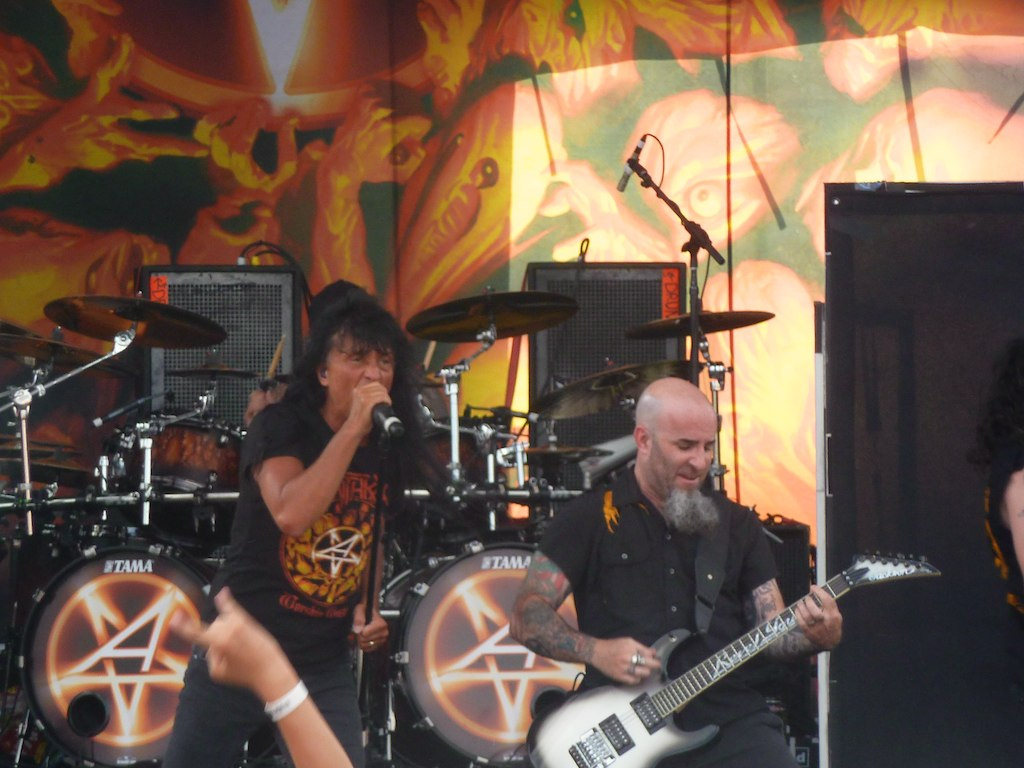
Joey Belladonna e Scott Ian al Mayhem Fest 2012

Il loro primo album, Fistful of Metal, del 1984, è un heavy metal grezzo e seminale, considerato, insieme ai debutti di Metallica e Slayer, tra i dischi che segnano la nascita del thrash. Pezzi come Deathrider, Panic o il singolo Soldiers of Metal ne sono chiara dimostrazione. Subito dopo la registrazione del disco e qualche data dal vivo Turbin viene allontanato dalla band per mancanza di carisma. La band annunciò poi l'arrivo del nuovo cantante Matt Fallon, che però fu subito licenziato poiché non aveva i requisiti di cui la band aveva bisogno.
A prendere il suo posto è il talentuoso ed ispirato Joey Belladonna. La band, con il nuovo cantante, dà vita a un sound più personale e meno legato agli stilemi dell'heavy classico mescolato con il punk. Nello stesso periodo, Lilker fu licenziato a causa dello scarso impegno, non essendo soddisfatto della nuova svolta stilistica della band (fonderà subito dopo i Nuclear Assault e in seguito i Brutal Truth), e la band lo sostituì con l'italo-americano Frank Bello, già roadie e tecnico del basso di Lilker. Nel 1985 il gruppo dà vita prima all'EP Armed and Dangerous, ottenendo un contratto con la major Island Records (la stessa degli U2), e, subito dopo, all'album Spreading the Disease, che presenta un sound molto variegato, passando dalla sferzata metal di A.I.R. alla più melodica Madhouse fino al velocissimo inno anti-militarista Gung-Ho, ultima testimonianza di Lilker.
Il disco ha un successo strepitoso nell'ambito thrash e porta il gruppo ad esibirsi di supporto ai grandi del metal. È da notare come in questo periodo la band cambia il proprio look a favore di un abbigliamento più skateboard-style. Inoltre, assieme a pantaloncini corti e cappellini da baseball, la band si inventa slogan all'epoca molto di moda fra i "thrashers" come "N.O.T." o "Mosh" e le gag che si susseguono sul palco, come l'assolo di voce di Belladonna, fanno conquistare al gruppo l'appellativo di "clown del metal".
Con Among the Living, di due anni dopo, viene dato alle stampe quello che da molti è considerato il capolavoro degli Anthrax. Le composizioni si fanno più veloci e complesse rispetto al precedente, e vi sono presenti alcuni tra i pezzi più famosi della band, come Caught in a Mosh, Among the Living, e I Am the Law, che riesce persino a entrare in classifica nel Regno Unito, nonostante la mancata trasmissione per radio a causa della presenza di "termini osceni" nel testo. I Am the Law è un brano che trae spunto dal fumetto futuristico di "Judge Dredd", altra passione dei membri della band, e il testo ne narra le gesta eroiche:
(Anthrax)
Nel frattempo, Ian e Benante danno vita ai S.O.D., con Dan Lilker al basso e Billy Milano alla voce. Nel 1988 è stato pubblicato State of Euphoria (1988), mentre due anni più tardi è stata la volta di Persistence of Time (1990), quest'ultimo anticipato da una reinterpretazione di  Got the Time di Joe Jackson; tale disco è stato definito tra i più ironici del gruppo, sebbene al suo interno vengano trattati temi contro l'odio ed il pregiudizio.

### Il successo commerciale e il declino (1991-2002)

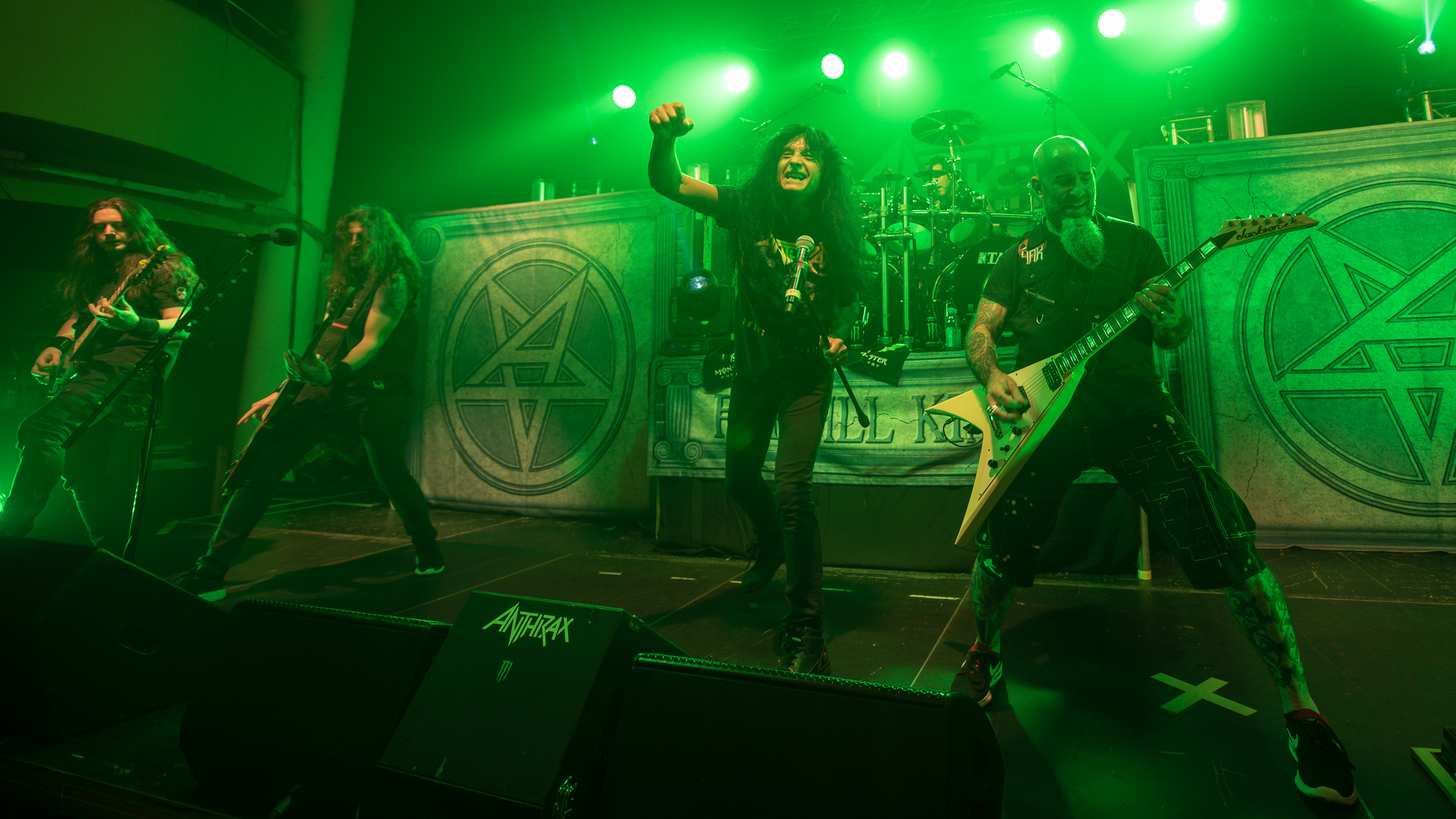
Gli Anthrax in concerto nel 2017

Nel 1991 gli Anthrax pubblicarono l'album di b-side Attack of the Killer B's, promosso dal singolo Bring the Noise, inciso con il gruppo hip hop Public Enemy. Il disco ottenne un successo mondiale e portò il gruppo ad imbarcarsi in un lungo tour mondiale prima in compagnia del gruppo sopracitato, e poi con gli Slayer. Il successo dell'album, l'esplosione del grunge e le pressioni della nuova etichetta, l'Elektra, portano il gruppo a comporre pezzi sempre più accessibili al pubblico. Ciò crea però tensione tra Belladonna, non completamente d'accordo con questa scelta, e il resto della band, spingendo lo stesso cantante, al termine del tour, ad abbandonare, per dedicarsi ad una carriera solista.
Viene rimpiazzato da John Bush (ex membro degli Armored Saint), che prese parte alle registrazioni di Sound of White Noise. Il disco, decisamente più rock rispetto ai precedenti, presenta pezzi di grande successo, come Room for One More, Only, Black Lodge. Il neocantante si mostra una buona alternativa, nonostante le linee vocali fossero in origine state ideate per Belladonna, il quale presenta una timbrica più acuta e tagliente rispetto a quella di Bush che è più grave e sporca. L'album riscuote un notevole successo commerciale, raggiungendo la settima posizione della Billboard 200; ciò nonostante le divergenze musicali con Dan Spitz portano quest'ultimo a lasciare la band, costringendo Benante ad occuparsi così anche delle parti di chitarra solista in studio. A complicare il tutto interviene la vecchia etichetta Island, che ristampa nel 1994 i vecchi dischi del gruppo e pubblica, lo stesso anno, The Island Years, esibizione dal vivo risalente all'era Belladonna.
Il disco in studio successivo, Stomp 442, è un totale flop commerciale, e viene superato a livello di vendite sia dalle ristampe che dal precedente album live. La mancanza di un chitarrista fisso dal vivo porta più volte la band sull'orlo dello scioglimento. Tre anni dopo è uscito Volume 8: The Threat Is Real, caratterizzato da sonorità che spaziano tra il thrash metal e l'hip hop. Successivamente le cose non migliorano, e, tra un "best of" e l'altro, gli Anthrax sembrarono sparire dalla scena.

### La ripresa e la reunionAmong the Living(2003-2006)

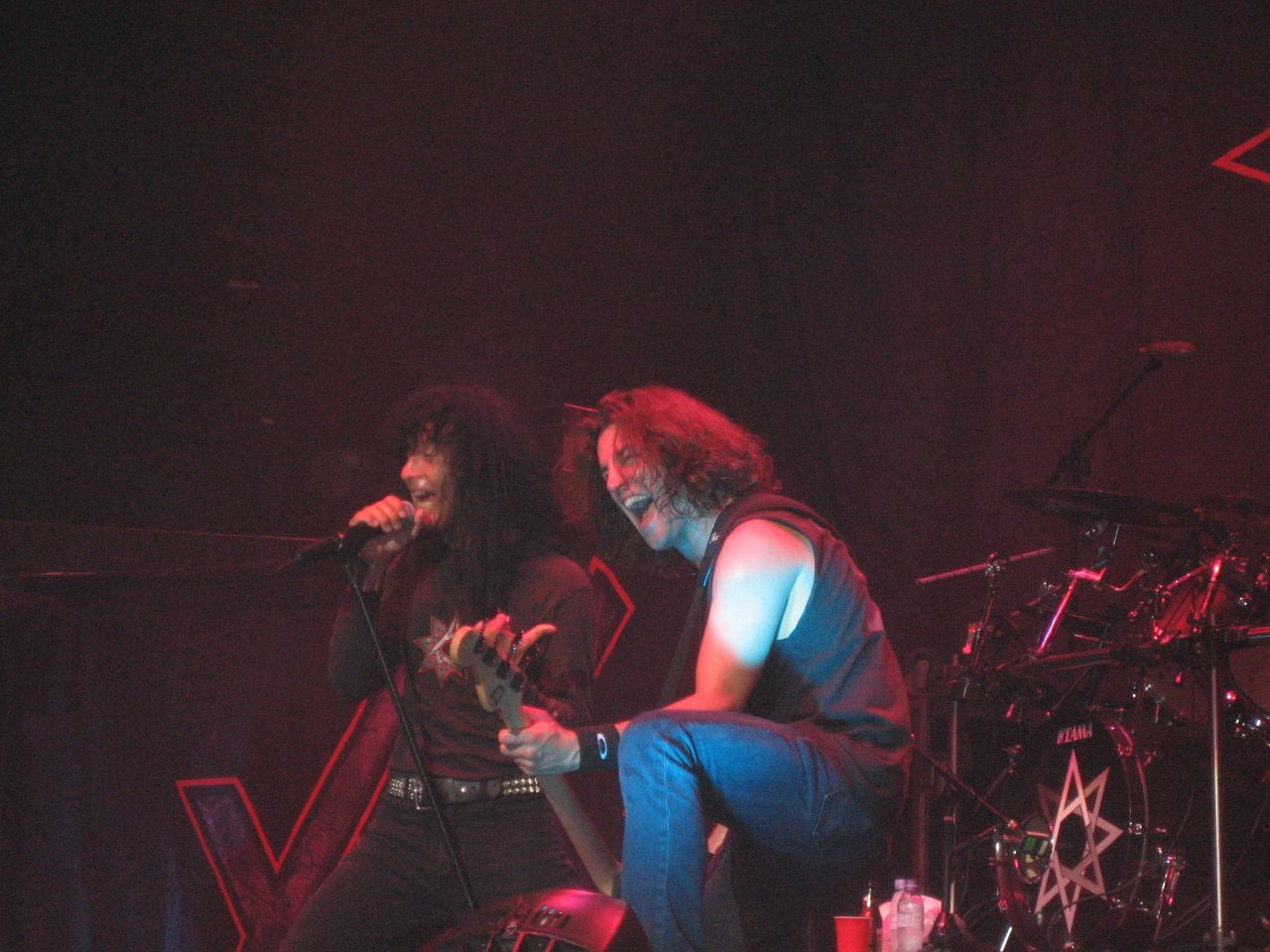
Gli Anthrax al Judas Priest Retribution 2005 Tour

Il ritorno sulle scene musicali con un nuovo prodotto si ha solo nel 2003 con We've Come for You All, disco che segna un parziale ritorno a sonorità thrash/groove metal e che è beneficiato dall'entrata, in sede solistica, di un chitarrista fisso, Rob Caggiano. L'album segna anche un discreto successo commerciale oltre all'ottimo esito del successivo tour di promozione dell'album. La band concluderà la tournée di supporto al disco con Joey Vera al basso.
All'inizio del 2004 il gruppo ritorna in studio per registrare il disco The Greater of Two Evils una ri-registrazione dei primi lavori della band con l'attuale formazione. Il gruppo si risolleva così dal punto di vista commerciale, tuttavia Frank Bello è costretto a lasciare la band a causa di motivi personali. Nell'aprile 2005 la band ha annunciato una reunion dei membri storici della band: Scott Ian, Charlie Benante, Dan Spitz, Joey Belladonna, e Frank Bello. Con questa formazione iniziarono un tour mondiale con la stessa identica scaletta dell'Among the Living tour. Nel gennaio 2007 Belladonna lascia nuovamente la band.

### La parentesi con Dan Nelson (2007-2009)

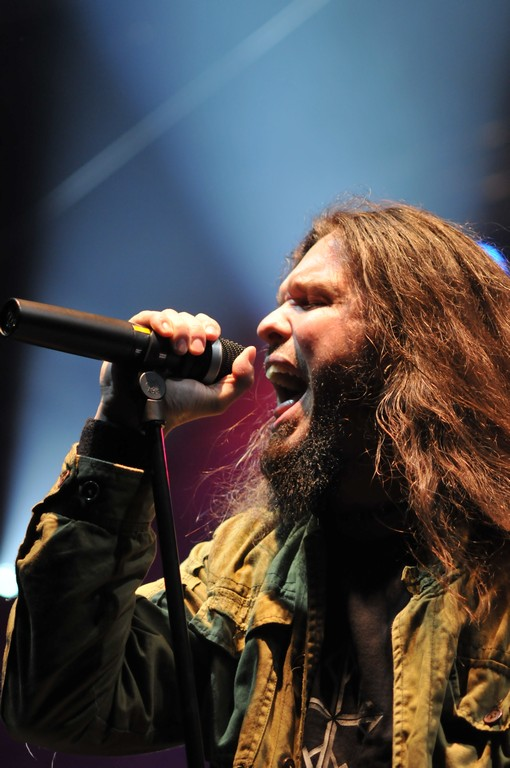
Dan Nelson con gli Anthrax all'Hellfest 2009

Dopo la fine del tour di reunion degli Anthrax, cominciarono a circolare voci riguardo al ritorno di Bush alla voce.
Il 7 febbraio 2007 lo stesso Bush dichiara di non essere pronto per gli Anthrax. In giugno, intervistato da Rock Hard riguardo ad alcune domande sul suo ritorno agli Anthrax e la reunion, Bush risponde: 
(John Bush)
(John Bush)
Il 6 giugno, dopo alcune voci, la band dichiara ufficialmente la collaborazione con Corey Taylor, cantante di Slipknot e Stone Sour, in occasione del nuovo album, ma dopo poco più di due mesi il progetto fallisce a causa degli impegni del cantante con gli altri due gruppi e per le pressioni della loro etichetta, la Roadrunner Records. Dopo una serie di provini, il 10 dicembre lo sconosciuto Dan Nelson, sponsorizzato da Rob Caggiano con il quale aveva precedentemente lavorato, diventa ufficialmente il nuovo cantante della band. Si riaggiunge al gruppo lo stesso Caggiano, che torna al suo posto di chitarrista solista dopo la parentesi reunion. Durante il tour estivo del 2008 il gruppo esegue anche tre pezzi inediti intitolati Revolution Screams, Fight 'Em 'Til You Can't e Vampyres.

### Il ritorno di John Bush (2009-2010)

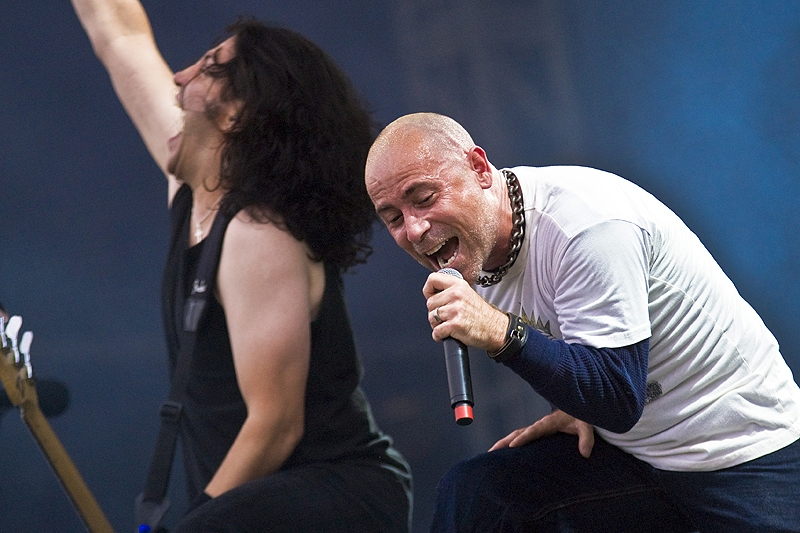
John Bush e Frank Bello al Sonisphere Festival nel 2009

Il 7 marzo 2009 gli Anthrax hanno aperto per la prima volta il concerto degli Iron Maiden nella data di Bogotà. Il 21 luglio dello stesso anno è stata annunciata la dipartita di Nelson, sostituito nelle restanti date da Bush; Nelson stesso, in seguito, ha spiegato di essere stato allontanato dai restanti componenti del gruppo senza il suo consenso:
Il 3 settembre 2009 è stato annunciato ufficialmente che John Bush ancora una volta avrebbe cantato con il gruppo al Loud Park Festival '09 in Giappone. Con John Bush, la band, ha preso parte al Soundwave Festival 2010 in Australia. L'adesione di Bush nella band è stata permanente e dopo aver suonato due spettacoli, il gruppo ha deciso di farlo tornare nella formazione.

Gli Anthrax hanno confermato che sarebbero andati in tour con: Metallica, Megadeth e Slayer al Sonisphere Festival 2010. Questa è stata la prima volta che i "Big 4" hanno suonato insieme in concerto. Bush nel marzo 2010 ha tentato di chiarire le motivazioni per cui è stata ritardata l'uscita dell'album Worship Music che già doveva essere dato alle stampe nell'agosto del 2009 dicendo:

### Riunione con Belladonna (2010-presente)

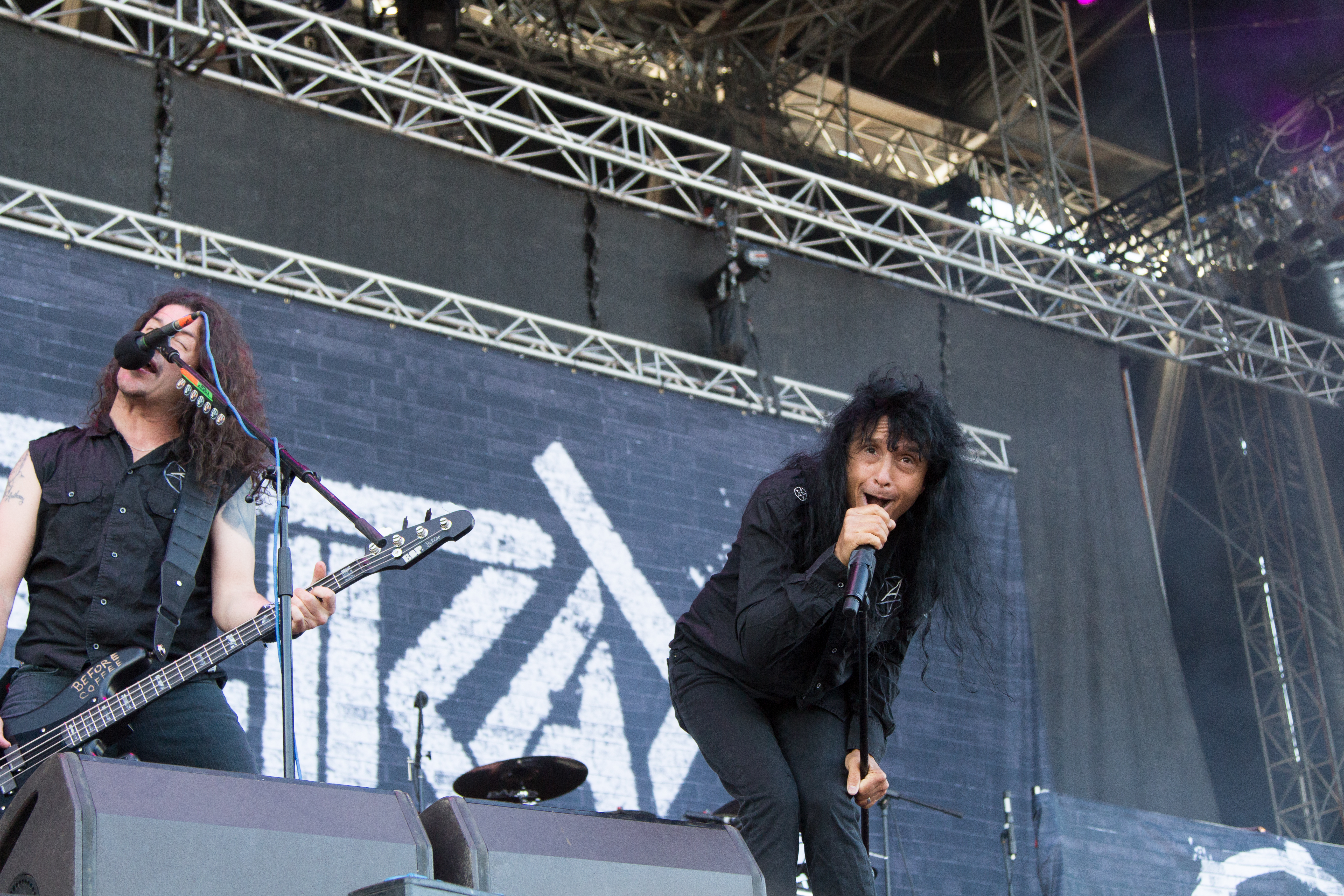
Frank Bello e Joey Belladonna al Nova Rock 2014

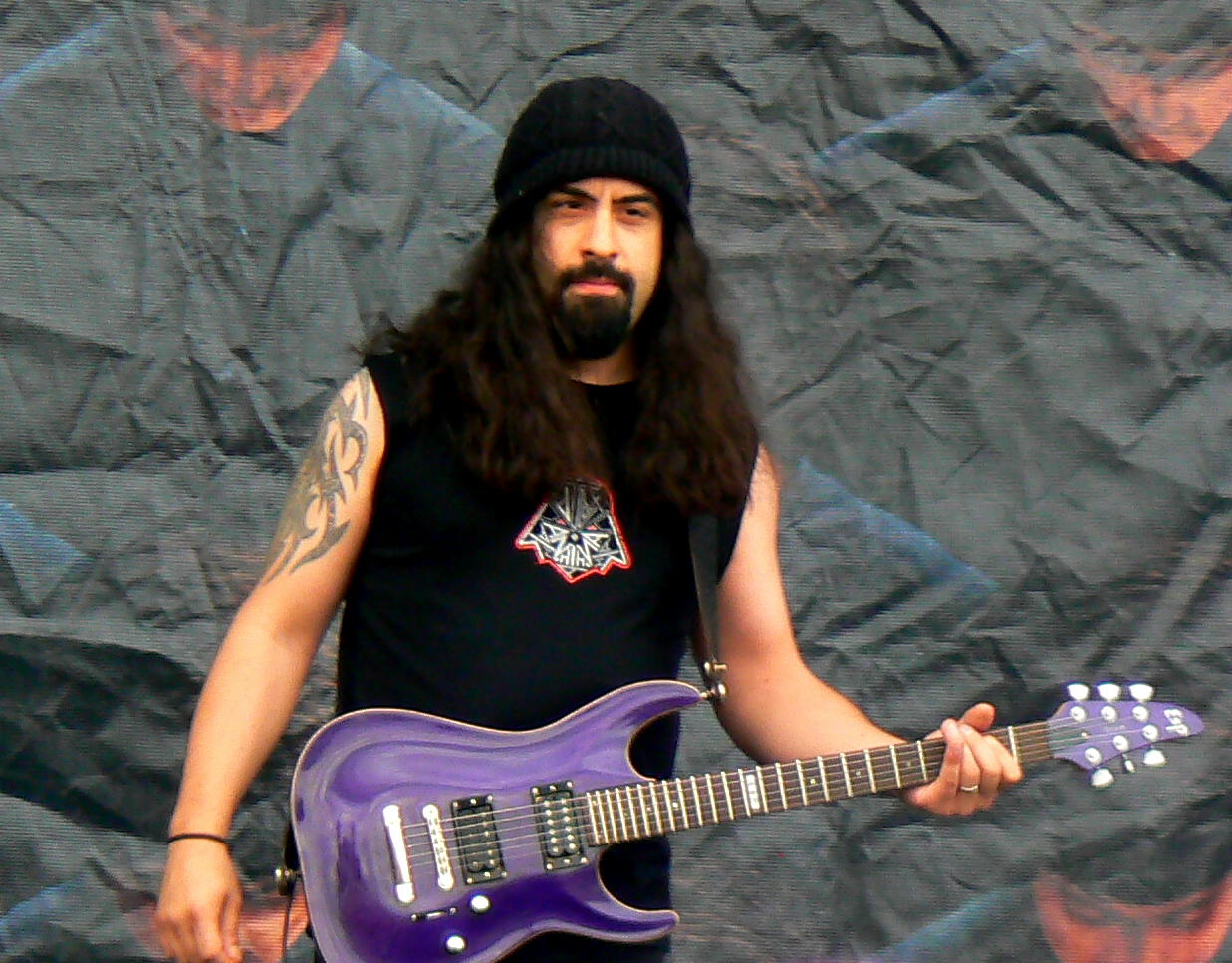
Rob Caggiano con gli Anthrax al Sonisphere 2010

Il 10 maggio 2010 la band ha rivelato a sorpresa il ritorno in formazione del cantante Joey Belladonna, che ha sostituito Bush. Belladonna ha effettuato le sue prime apparizioni ufficiali nelle varie tappe del Sonisphere Festival e nel successivo tour mondiale come attrazione principale. A causa del cambio di formazione, gli Anthrax hanno spiegato che avrebbero ulteriormente ritardato l'uscita dell'album in modo tale da rielaborare alcuni brani con Belladonna.
Nel marzo 2011 Scott Ian ha rivelato che non avrebbe preso parte ad alcune date del Big 4 Tour a causa della gravidanza della moglie, venendo pertanto sostituito dal chitarrista dei Sepultura Andreas Kisser. Nella data italiana del 6 luglio 2011 presso l'Arena di Rho, durante l'esecuzione del brano Indians, Scott Ian si aggrega al gruppo che prosegue il concerto con tre chitarristi.
Il 29 aprile la band ha ufficialmente concluso le registrazioni del nuovo disco, intitolato Worship Music e pubblicato il 13 settembre 2011.

Il 4 gennaio 2013 la band, attraverso il suo sito ufficiale, annuncia la dipartita dal chitarrista Rob Caggiano:
Il 26 febbraio 2016 è uscito l'undicesimo album in studio, intitolato For All Kings, registrato con il nuovo chitarrista Jon Donais.

## Formazione

### Attuale
- Joey Belladonna – voce (1984-1992, 2005-2007, 2010-presente)
- Scott Ian – chitarra ritmica, cori (1981-presente)
- Jonathan Donais – chitarra solista (2013-presente)
- Frank Bello – basso, cori (1984-2004, 2005-presente)
- Charlie Benante – batteria, percussioni (1983-presente)

### Ex componenti

#### Voce
- John Connelly (1981)
- Dirk Kennedy (1981)
- Jason Rosenfeld (1981-1982)
- Neil Turbin (1982-1984)
- Matt Fallon (1984)
- John Bush (1992-2005, 2009-2010)
- Dan Nelson (2007-2009)

#### Chitarra
- Greg Walls (1981-1983)
- Bob Berry (1983)
- Dan Spitz (1983-1994, 2005-2007)
- Paul Crook (1995-1998)
- Andreas Kisser (2011) (turnista)
- Rob Caggiano (2001-2005, 2007-2013)

#### Basso
- Kenny Kushner (1981)
- Paul Kahn (1981)
- Dan Lilker (1981-1984, 2024)[32]
- Joey Vera (2004-2005)

#### Batteria
- Dave Weiss (1981)
- Greg D'Angelo (1981-1983)

### Turnisti
- Dan Lilker (Basso - 2024)

## Discografia

### Album in studio
- 1984 – Fistful of Metal
- 1985 – Spreading the Disease
- 1987 – Among the Living
- 1988 – State of Euphoria
- 1990 – Persistence of Time
- 1993 – Sound of White Noise
- 1995 – Stomp 442
- 1998 – Volume 8: The Threat Is Real
- 2003 – We've Come for You All
- 2011 – Worship Music
- 2016 – For All Kings

### Album dal vivo
- 1994 – The Island Years
- 2004 – Music of Mass Destruction
- 2005 – Alive 2
- 2007 – Caught in a Mosh: BBC Live in Concert
- 2022 - XL

### Raccolte
- 1991 – Attack of the Killer B's
- 1999 – Return of the Killer A's
- 2001 – Madhouse - The Very Best of Anthrax
- 2004 – The Greater of Two Evils
- 2005 – Anthrology: No Hit Wonders (1985-1991)